# 花吃了那女孩
《花吃了那女孩》是陳宏一所導演的一部台灣女同志電影，是根據四個真實的女同志情侶故事，改編拍攝而成的四段式電影。也是陳宏一導演首度嘗試拍攝同志題材的電影，另外電影片中的旁白是由歌手陳綺貞所擔綱負責。本片入選第十屆台北電影節十大劇情長片。

## 角色
| 演員   | 角色       | 背景                                                                                       |
| ------ | ---------- | ------------------------------------------------------------------------------------------ |
| 陳泱瑾 | 小PON      | 小捷的高中好友，喜歡小捷並收容北上尋求依靠的小捷。                                         |
| 辛佳穎 | 小捷       | 與小PON是高中好友，與男友分手後北上台北投靠喜歡她的小PON。                                 |
| 張榕容 | U          | 低調壓抑的廚師，透過網路交友認識林銘，發展出一段戀情。                                     |
| 魏如萱 | 林銘       | 事業成功但渴望愛情的編輯主管，透過網路交友認識U。                                          |
| 吳立琪 | Spancer    | Summer的情人，默默承受Summer做為人婦，仍深愛著Summer。                                     |
| 高伊玲 | Summer     | Spancer的情人，為完成家庭社會的期待走入婚姻，生有一女，仍深愛著Spancer。                   |
| 莫子儀 | Summer老公 | 上班族，知悉Summer與Spancer的事情，默默接受。並邀請Spancer到他的家同住，以方便陪伴Summer。 |
| 林嘉欣 | Ricky      | 花心T，周旋在眾女友之間，嚐遍愛情的酸甜苦辣。                                              |
| 王心凌 | 小雲       | Ricky的現任女友，具有暴力傾向，常對Ricky拳腳相向，但她覺得那是深愛Ricky的表現。            |
| 路嘉欣 | 小沁       | Ricky的前任女友，溫柔恭順乖巧，對於Ricky的拋棄難以接受，最後選擇了自殺。                   |
| 許安安 | Angela     | Ricky的前前任女友，具有暴力傾向，常毆打Ricky，佔有慾極強。                                 |

## 劇情

### 故事來源
《花吃了那女孩》是由以下四段不同的故事所組成，地點在台北一座老舊公寓，居住在裡頭的戀人們不約而同都收到署名給「Candy Rain」的無名包裹，發展出四段關於愛情的奏鳴曲。劇情描述著愛情存在的四種形式，而女孩們的事都是由真人實事改編，由頗據盛名的女同志作家AD Lin掌筆完成。四段故事分別是〈如果南國冰封了〉代表「在一起很快樂」、〈看不見攻擊的城市〉代表「不在一起比較快樂」、〈夢見相反的夢〉代表「不在一起不快樂」、〈像花吃了那女孩〉代表「即使在一起也不快樂」。

### 如果南國冰封了
小捷與男友分手後北上遇見高中同學小Pon，小Pon自告奮勇照顧小捷，逐漸成為小捷生活與情感上的依賴，兩人開始戀人般的同居生活……小捷對於兩人的愛戀關係卻多有顧忌，不願在朋友面前坦然表露，而小Pon也因工作忙碌，時常不在家，小捷覺得自己漸漸地被忽略，一天，兩人終於為此激烈爭吵，小捷淚眼離開，坐上火車回到家鄉……。

### 看不見攻擊的城市
凡事要求完美幾近苛求的U總是在網路上尋求朋友與戀情。透過網路她認識了與自己性格迥然不同的林銘。林銘總愛展現U最無法忍受的大女人姿態，掌握所有約會細節，U終於難忍離開……U思考著自己到底渴求什麼……。

### 夢見相反的夢
Spancer與熱戀三年的Summer分手，相約十年後等Summer盡完結婚生子義務後再聚首。三年後，Summer帶著女兒與Spancer重逢，兩人打算重新開始過去的戀情，不料，Summer的先生突然現身，三人陷入混亂尷尬的三角關係……。

### 像花吃了那女孩
Ricky的情感世界充滿暴力，總是在遺棄和被遺棄、打人和挨打之間擺盪。愛情的忌妒和甜蜜伴隨著拳腳相向和哭泣言和顯得轟轟烈烈。突然，歷任女友一起出現，並開始相互牽絆糾纏，Ricky覺得自己要走霉運了……。

## 參與影展
- 2008年3月18日

－第32屆香港國際電影節
- 2008年4月19日

－第23屆義大利都靈國際同志電影節
- 2008年6月21日

－第10屆台北電影節
- 2008年10月－德國漢堡、漢諾威、布萊梅台灣同志電影節
- 2008年－德國漢堡國際同志電影節
- 2008年－西班牙巴塞隆納國際同志電影節
- 2008年－丹麥哥本哈根同志電影節
- 2008年－比利時布魯塞爾粉紅影展
- 2008年－第17屆日本東京國際同志影展
- 2009年6月10日－奧地利維也納Identities Queer Film Festival

## 電影配樂
我想我永遠不會了解女生的世界的
我只能透過他們的聲音，一點一點的靠近
愛情無關男女，男男，女女
電影配樂由知名音樂人陳建騏量身訂作，創作了六首全新主題曲，由六位知名女創作歌手何欣穗、黃小楨、吳立琪、彭靖惠、張懸、魏如萱聯手跨刀演唱，並操刀製作電影原聲帶《花吃了那女孩》。歌曲闡述著關於愛情存在的六種想像可能，六種情境各異的憂傷情緒，從開始到結束，聽見宛如糖果般的愛情底下的酸、甜、苦、辣與憂。

### 曲目
| 曲目 | 曲名                                         |
| ---- | -------------------------------------------- |
| 1-01 | 想想 / 何欣穗                                |
| 1-02 | NO.1如果南國冰封了                           |
| 1-03 | 南國                                         |
| 1-04 | 冰封                                         |
| 1-05 | 繼續 / 黃小楨                                |
| 1-06 | 繼續>>不                                     |
| 1-07 | NO.2看不見攻擊的城市                         |
| 1-08 | 城市                                         |
| 1-09 | 尋找 / 吳立琪                                |
| 1-10 | NO.3夢見相反的夢                             |
| 1-11 | 相反的夢                                     |
| 1-12 | 十年                                         |
| 1-13 | 不散不見 / 彭靖惠                            |
| 1-14 | NO.4像花吃了那女孩                           |
| 1-15 | TRISTE / 張懸                                |
| 1-16 | 女孩的三拍子                                 |
| 1-17 | 泡泡 / 魏如萱                                |
| 2-01 | 讓我搭上一班會爆炸的飛機 / my little airport |
| 2-02 | No More Soundtrack / 甜梅號                  |
| 2-03 | 我愛你 / 新褲子                              |
| 2-04 | Shananana / 電話亭                           |
| 2-05 | Bad Dream （Acoustic） / 草莓救星            |
| 2-06 | 田納西恰恰 / Tizzy Bac                       |
| 2-07 | Angel Singing / 電話亭                       |
| 2-08 | 和陳五msn / my little airport                |

## 周邊商品
- 花吃了那女孩電影小說
- 花吃了那女孩音樂
- 花吃了那女孩寫真圖集

## 得獎紀錄
| 年份   | 頒獎典禮                | 獎項         | 結果 |
| ------ | ----------------------- | ------------ | ---- |
| 2008年 | 第10屆臺北電影獎        | 劇情長片     | 提名 |
| 2008年 | 第45屆金馬獎            | 最佳造型設計 | 獲獎 |
| 2009年 | 南義大利Levante國際影展 | 最佳剪接     | 獲獎 |
| 2009年 | 南義大利Levante國際影展 | 最佳摄影     | 獲獎 |

## 外部連結
- 花吃了那女孩 - 三和娛樂國際有限公司
- 預告片及文字資料(中, 英文) （页面存档备份，存于）
- Yahoo奇摩電影上《花吃了那女孩》的資料（繁體中文）
- MSN娛樂上《花吃了那女孩》的資料（繁體中文）

- 開眼電影網上《花吃了那女孩》的資料（繁體中文）
- 香港影庫上《花吃了那女孩》的資料（繁體中文）
- 豆瓣电影上《花吃了那女孩》的資料 （简体中文）
- 时光网上《花吃了那女孩》的資料（简体中文）
- AllMovie上《花吃了那女孩》的资料（英文）
- 互联网电影数据库（IMDb）上《花吃了那女孩》的资料（英文）
- YouTube上的花吃了那女孩頻道